# Большое Чириково (Печетовское сельское поселение)
Большое Чириково — опустевшая деревня в Кимрском районе Тверской области. Входит в состав Печетовского сельского поселения.

## География
Находится в юго-восточной части Тверской области на расстоянии приблизительно 26 км на север-северо-запад по прямой от районного центра города Кимры в левобережной части района.

## История
Известна была с 1628 года как деревня Чириково, владение Богдана Нарбекова. В 1780-х годах деревня с 3 дворами, в 1806 — 7, в 1887 отмечено 12 дворов.

## Население
Численность населения: 17 человек (1780-е годы), 180 (1887), 1 (русские 100 %) 2002 году, 0 в 2010.